# هاري تايلور (لاعب كرة قاعدة أمريكي)
هاري تايلور (بالإنجليزية: Harry Taylor)‏ هو لاعب كرة قاعدة أمريكي، ولد في 2 ديسمبر 1935 في سان أنجيلو في الولايات المتحدة، وتوفي في 24 يناير 2013 في فورت وورث في الولايات المتحدة.

## وصلات خارجية
- هاري تايلور (لاعب كرة قاعدة أمريكي) على موقعبيزبول رفرنس.كوم (الدوري الرئيسي) (الإنجليزية)
- هاري تايلور (لاعب كرة قاعدة أمريكي) على موقعبيزبول رفرنس.كوم (الدوري الثانوي) (الإنجليزية)